# Fjelbergs kommun
Fjelbergs kommun (norska: Fjelberg kommune) var en kommun i Hordaland fylke i västra Norge. Byn Fjelberg på ön Fjelbergøya utgjorde kommunens centralort.

## Administrativ historik
Fjelbergs kommun upprättades den 1 januari 1838 (som Fjeldberg formannskapsdistrikt) när Formannskapslovene från 1837 trädde i kraft. Kommunen omfattade då ett område i den sydvästra delen av nuvarande Kvinnherads kommun, ett område i den norra delen av nuvarande Vindafjords kommun, ett område i den östra delen av nuvarande Sveio kommun samt ett område i den östra delen av nuvarande Stords kommun.
1855 gick Eids kommun upp i Fjelbergs kommun. Kommunen ökade då från 3 587 invånare före sammanslagningen till 4 794 invånare efter.
1865 bröts Vikebygds socken (med 1 062 invånare) ut ur kommunen för att tillsammans med en del av Finnås kommun bilda Sveio kommun (Sveens kommun).
Den 1 januari 1898 överfördes ett bebott område (den södra delen av ön Huglo med 117 invånare) från Fjelbergs kommun till Stords kommun.
Den 1 juli 1916 bröts Ølens kommun ut ur kommunen som då minskade från 3 641 invånare före delningen till 1 926 invånare efter. Den återstående delen omfattade ett område i den sydvästra delen av nuvarande Kvinnherads kommun.
Den 1 januari 1965 gick Fjelbergs kommun, tillsammans med delar av kommunerna Skånevik och Varaldsøy, upp i Kvinnherads kommun. Kommunens hade då 2 308 invånare.